# Santiago Posteguillo Gómez
Santiago Posteguillo Gómez és un escriptor valencià nascut el 1967, ha assolit renom per diverses novel·les que transcorren a l'antiga Roma.
És professor titular a la Universitat Jaume I de Castelló, on fa classes de literatura anglesa, especialment de la narrativa del segle xix.
Va debutar amb la novel·la Africanus: el hijo del cónsul el 2006, el primer llibre d'una trilogia sobre Escipió l'Africà, general romà que va vèncer Aníbal a la batalla de Zama. El 2016 ha presentat la seva darrera novela titulada La legión perdida, publicada per Planeta, que tanca la trilogia de Trajà juntament amb les altres novel·les Los Asesinos del Emperador i Circo Máximo.
Va rebre el Premi de les Lletres Valencianes l'any 2010, i el Premi Planeta l'any 2018 amb la novel·la Yo Julia. El llibre Roma soy yo fou un dels més venuts a Balears durant Sant Jordi 2022.

## Obra

### Trilogia d'Escipió l'Africà
És la primera trilogia publicada per l'autor, on descriu l'Antiga Roma republicana i els fets de la Segona Guerra Púnica, des del punt de vista dels dos grans generals que es van enfrontar en aquest conflicte Publi Corneli Escipió l'Africà i Aníbal Barca.
- Africanus, el hijo del Cónsul, Ediciones B, 2006
- Las Legiones Malditas, Ediciones B, 2008
- La Traición de Roma, Ediciones B, 2009

### Trilogia de Trajano
Segona trilogia, situada en aquesta ocasió a la Roma del segle i
- Los asesinos del emperador, Planeta, 2011
- Circo Máximo, Planeta, 2013
- La legión perdida, Planeta, 2016

### Saga sobre història de la literatura i els llibres
Conjunt de tres novel·les que s'endinsen en la història de la literatura mitjançant una recopilació d'anècdotes i relats breus.
- La noche en que Frankenstein leyó El Quijote", Planeta, 2012
- La sangre de los libros, Planeta, 2014
- El séptimo círculo del infierno, Planeta, 2017

### Bilogia Julia Domna
Bilogia centrada en la figura històrica de Julia Domna, filla de reis, esposa d`emperador i mare de cèsars, i en els seus intents per establir una veritable dinastia regnant a Roma a finals del segle ii
- Yo, Julia, Planeta, 2018
- Y Julia retó a los Dioses, Planeta, 2020.

### Bilogia Juli Cèsar
Bilogia centrada en la figura històrica de Juli Cèsar.
- Roma soy yo, Ediciones B, 2022
- Maldita Roma, Ediciones B, 2023
- Los tres mundos, Ediciones B, 2025